# تيد لوران
تيد لوران هو لاعب كرة قدم كندية كندي، ولد في 1988 في مونتريال في كندا.